# Праздничный выпуск (Южный Парк)
«Праздничный выпуск» — третий эпизод двадцать первого сезона мультсериала «Южный парк». Вышел 27 сентября 2017 года в США. В России премьера состоялась 5 октября 2017 года на телеканале Paramount Comedy.

## Сюжет
Руководство школы под воздействием Рэнди решило отменить день Колумба, а вместе с ним и выходной, из-за чего в школе возникают беспорядки. Кайл находит в инстаграме фотографии, где Рэнди одевался в костюм Колумба в 2013 году. От этого у Рэнди начинается депрессия. Он видит рекламу тестов ДНК и решает провести анализ слюны. Он заплатил индейцу за французский поцелуй и публично даёт свою слюну на анализ.
Кенни, сменив голос, звонит Питеру Гольтману, школьному управляющему, чтобы заставить его найти в интернете ранние фотографии Рэнди, но Гольтман отказывается, так как не доверяет интернету. Рэнди после разговора с Гольтманом пытается избавиться от всех улик, которые связывают его с Колумбом. В это же время к Рэнди начинает приходить индеец, который влюбился в него. Рэнди в костюме Колумба начинает избивать его. Это снимает на телефон случайный прохожий и выкладывает в инстаграм. Позже мальчики показывают это видео Гольтману на кассете VHS.
Рэнди просят повторить анализ ДНК, и он снова целует индейца, однако это оказывается лишним. Результаты ДНК показывают, что Рэнди на 2,8 % неандерталец. Возвращаясь домой, Рэнди сталкивается с Гольтманом, позже к нему приходит влюблённый в него индеец со своими родителями и просит его раскрыться. Рэнди объявляет, что в школе вернули день Колумба.

## Приём
В целом серия была принята критиками положительно. Многие отмечали, что этот эпизод напоминает старые классические серии сериала. В IGN эпизод оценили в 8.5 баллов из 10. Сайт 411mania поставил 7.8 из 10. В The A.V. Club эпизоду поставили оценку «B». От Den of Geek серия получила 3 звезды из 5.